# Aeroportul Caransebeș
Aeroportul Caransebeș sau Banat Airport Caransebeș este un aeroport privat aflat în Caransebeș, Caraș-Severin, România.
În prezent, o echipă de experți și oameni de afaceri lucrează la dezvoltarea aeroportului. În anul 2020, aeroportul a fost reautorizat. De asemenea, în viitorul apropiat, aeroportul Banat Caransebeș va fi deschis traficului internațional.
Începând cu august 2019 au început lucrările de refacere a infrastructurii, au fost cumpărate utilaje și aparaturi.

## Istoric
Din punct de vedere militar, pe Aerodromul Caransebeș a fost dislocat, în anul 1953, Regimentul 135 Aviație Vânătoare Reacție (U.M. 04363 - redenumit Regimentul 37 Aviație Vânătoare, în 1959), ce a operat în special avioane Iakovlev Iak-23 și Iak-17UTI, până în 1960. În 1984, a fost înființată Baza Aeriană de Elicoptere de la Caransebeș (U.M. 01875) ce avea să funționeze până în anul 2001.
Aeroportul a fost deschis în 1969 ca aeroport de urgență, dar și-a intrat în rolul de aeroport civil abia în 1975. În anul 1994 compania Tarom a suspendat cursele aeriene regulate spre Caransebeș.
Pe 11 iunie 2014 a fost inaugurată a cincea Unitate Specială de Aviație, componentă a Inspectoratului General de Aviație al Ministerului Afacerilor Interne, destinată intervențiilor de salvare, dar și de poliție aeriană.

## Dotarea
Aeroportul dispune de o pistă de 2000 metri lungime, 3 hangare, clădire cu birouri. Se planifică renovarea terminalului de pasageri pentru a deservi aviației generale.

## Drone
Se doreste autorizarea primului culoar de testare a dronelor din România. În septembrie 2020, în cadrul conferinței internaționale  dedicată aeronavelor fără pilot, a fost semnat un memorandum de înțelegere între 
Banat Airport Caransebeș si Millennium AES Irlanda.

## Liceul TehnologicMax Ausnit
În incinta aeroportului, se află un liceu tehnologic privat unde elevii au parte de pregătire conform EASA pentru a deveni tehnicieni mecanici în aviație. După terminarea liceului elevii obțin licența EASA part 66 cu posibilitatea obținerii licenței Part 145. 

## Accesul
Aeroportul este aflat la 3 km de centrul municipiului, pe malul râului Sebeș, în mijlocul unui câmp larg.
În prezent există un drum asfaltat, cu 2 benzi de circulație ce leagă orașul de aeroport.
Centura Caransebeșului se află la 200 de metri de incinta aeroportului.

## Companii Aeriene și destinații

### Zboruri Internaționale regulate
- Nu sunt

### Zboruri interne regulate
- Nu sunt